# Đại lộ Ketagalan

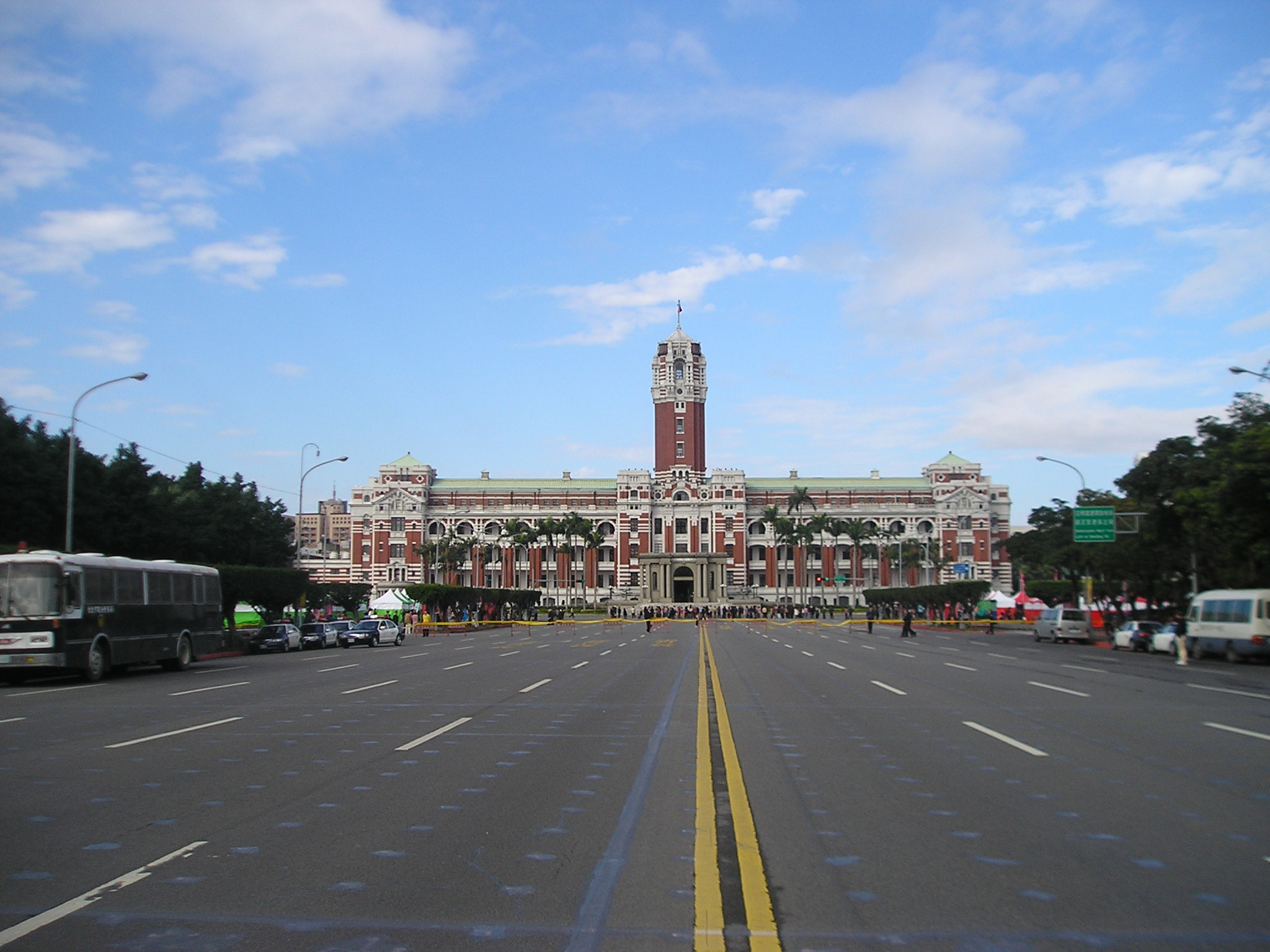
Quang cảnh đại lộ Ketagalan từ ngã tư đường Gongyuan hướng tới Tòa nhà Tổng thống.

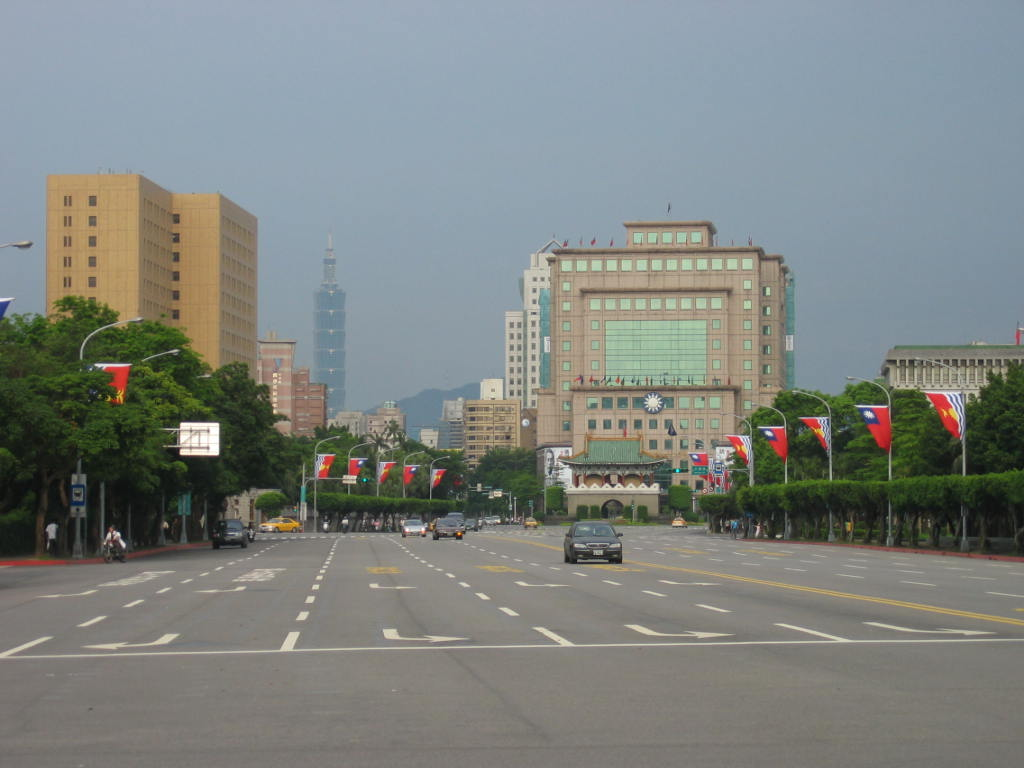
Quang cảnh Đại lộ Ketagalan từ Tòa nhà Tổng thống về Cổng phía Đông: Các tòa nhà nổi bật được nhìn thấy là Bệnh viện NTU (trái), Đài Bắc 101, Trụ sở cũ của Quốc Dân Đảng (phải) và Bộ Ngoại giao ROC (ngoài cùng bên phải). Tuyến đường có lá cờ Quốc kỳ Trung Hoa Dân Quốc trong chuyến thăm cấp nhà nước của Tổng thống Anote Tong.

Đại lộ Ketagalan (tiếng Trung: 凱達格蘭大道; bính âm: Kǎidágélán Dàdào; Hán Việt: Khải Đạt Cách Lan Đại đạo) là một con đường ở quận Trung Chính ở Đài Bắc, Đài Loan, giữa Tòa nhà Tổng thống và Cổng Đông (東門). Nó cao khoảng 400 mét (1.300 ft) và có tổng cộng mười làn đường cho mỗi hướng không có dải phân cách.

## Lịch sử
Tên cũ của con phố này là Chieh-shou Road (Hán Việt: Giới Thọ lộ) có nghĩa là "Tưởng Giới Thạch sống lâu". Vào ngày 19 tháng 5 năm 1989, một nhà hoạt động dân chủ tên là Chan I-hua đã tự thiêu để phản đối việc ngăn chặn đám tang của nhà hoạt động xã hội Cheng Nan-jung. Vào ngày 21 tháng 3 năm 1996, khi Chen Shui-bian là thị trưởng của Đài Bắc, đường Chieh-shou được đổi tên thành Đại lộ Ketagalan và quảng trường xung quanh được đổi tên thành Quảng trường Ketagalan để vinh danh thổ dân Đài Loan sống ở khu vực Đài Bắc. Tuy nhiên, Đại lộ Ketagalan đã được trao cho các cấp độ khác về ý nghĩa chính trị và thậm chí đã trở thành thánh địa phản kháng của các đảng chính trị đối lập.
Quay lại khi có bầu không khí nghiêm khắc trước Tòa nhà Tổng thống, người đi bộ phải đi qua với đầu cúi xuống. Xe máy và xe đạp đã bị cấm từ đường Chieh-shou và một phần của đường South Trùng Khánh ngay trước Tòa nhà Tổng thống. Khi đường Chieh-shou được đổi tên thành Đại lộ Ketagalan, các biển báo giao thông cấm xe máy và xe đạp trên Đại lộ Ketagalan và Đường Trùng Khánh phía Nam đã bị xóa, gợi nhớ đến "dỡ bỏ luật võ" (嚴). Khi đổi tên con đường, nó đã được thông báo rằng nó không có sự thiếu tôn trọng đối với cựu Tổng thống Tưởng Giới Thạch.
Đại lộ Ketagalan cùng với khu vực xung quanh Tòa nhà Tổng thống và Cổng Đông là những địa điểm nổi tiếng cho các cuộc biểu tình chính trị đại chúng. Ví dụ như, sau cuộc bầu cử tổng thống năm 2004, những người ủng hộ Liên minh Pan-Blue không hài lòng với kết quả của cuộc bầu cử chiếm Đại lộ Ketagalan, phản đối và diễu hành trong cả tuần.
Trước sự đổi tên của Nhà tưởng niệm Tưởng Giới Thạch thành Nhà tưởng niệm Dân chủ Đài Loan (國立 臺灣 民主 紀念館) của chính quyền DPP, Thị trưởng Đài Bắc Hậu Lùng-pin đề nghị đổi tên khu vực Đại lộ Ketagalan giữa Tòa nhà Tổng thống và Quảng trường Dân chủ chống tham nhũng đường Gongyuan (貪腐 民主 廣場) sau các cuộc biểu tình năm 2006. Tuy nhiên, không có bất kỳ tranh luận nào thêm về việc thay đổi tên này kể từ khi đổi tên của Nhà tưởng niệm CKS.
Vào tháng 2 năm 2017, cuộc biểu tình của Đại lộ Ketagalan bản địa, xung quanh việc phân định các vùng đất, bắt đầu trên Đại lộ.

## Các địa danh
Đại lộ Ketagalan dài 400 mét. Dọc con đường là ba tòa nhà, hai công viên và hai bãi đậu xe. Trong số đó là:
- Nhà khách Đài Bắc
- Bộ Ngoại giao Trung Hoa Dân Quốc
- Công viên tưởng niệm hòa bình 2-28
- Công viên Jieshou dành riêng cho Lin Sen, Chủ tịch nước Cộng hòa Trung Quốc từ năm 1931 đến 1943.